# 인롱
인롱(Yinlong)은 중생대 쥐라기후기(약 1억 6,000만년 전), 오늘날 아시아 대륙에서 서식한 2족보행의 초식 공룡이다. '조반목'-'각룡하목'에 속하는 종이다. 이제까지 알려진 각룡 중에서 가장 오래되고, 가장 원시적인 종이다. 화석은 중국 북서부 지역에서 발견되었다. 학명은 "숨겨진 도마뱀(hidden dragon)"이란 의미를 갖고 있다. 전체 몸 길이는 약 1.2m(4ft), 체중은 20kg~25kg정도 되었을 것으로 추정된다.